# 郭碧琪
郭碧琪（英語：Mikoco Kwok，又名「Mikocokiki」或者「米扣扣」 1971年1月10日—），是生於香港，Angelababy、文詠珊、楊汀叮等御用攝影師。她除了攝影師外，還是時裝店sp-fashion、mikami salon髮店、m:home以及sp moon prism老闆娘，還是mini nail股東之一。

## 相關連結
- mikami salon  （页面存档备份，存于）
- mikocokikiforum.kwok Facebook
- mikoco新浪微博